# Jungfernheide (metrostation)
Jungfernheide is een metrostation in de Duitse hoofdstad Berlijn dat in 1980 onder het gelijknamige ringlijnstation werd geopend.
Terwijl de S-Bahn in West-Berlijn vanaf de zestiger jaren massaal geboycot werd, groeide de metro als kool. Een van de lijnen waarin flink geïnvesteerd werd was de U7, in 1966 ontstaan door afsplitsing van een van de takken van lijn C (nu U6). In 1978 had de lijn de Richard-Wagner-Platz bereikt, en al vijf jaar eerder was men begonnen met de verdere verlenging van de lijn richting Spandau. Op 1 oktober kwam het traject naar Rohrdamm, inclusief station Jungfernheide, gereed. Eigenlijk had hier een overstapmogelijkheid op de S-Bahn moeten ontstaan, maar aangezien de Ringbahn enkele weken voor de opening van het station was stilgelegd, kon daarvan geen sprake meer zijn. Met de heringebruikname van het S-Bahnstation Jungfernheide in 1997 werd de verbinding tussen metro en S-Bahn alsnog geopend. Tegelijkertijd werd het station van een lift voorzien.
De enorme uitbreiding van het West-Berlijnse metronet geschiedde volgens het zogenaamde 200-Kilometer-Plan, dat in 1955 was vastgesteld en in de loop der jaren een aantal maal werd aangepast. In het uitbreidingsplan was ten tijde van de aanleg van het traject Richard-Wagner-Platz - Rohrdamm ook een metrolijn naar luchthaven Tegel opgenomen, die in een later stadium een deel van de U5 zou worden. Jungfernheide, voorzien als cross-platform-overstapstation voor de lijnen 5 en 7, werd daarom aangelegd in twee naar richting gescheiden niveaus met elk twee sporen. Het westelijk spoor wordt op elk van beide niveaus door de U7 bereden; boven stoppen de treinen richting Rudow, onder richting Rathaus Spandau. De westelijke verlenging van de U5 is ruim vijfentwintig jaar na de opening van metrostation Jungfernheide echter nog altijd niet gerealiseerd (zie ook U55). Het oostelijk deel van beide perrons is daarom door middel van hekken afgesloten en wordt door de Berlijnse brandweer gebruikt als oefenlocatie.
Zoals vrijwel alle Berlijnse metrostations uit de jaren 1970 en 1980 werd Jungfernheide ontworpen door Rainer Rümmler. De wanden kregen een betegeling in kleurrijk mozaïek, zoals dat ook in de nabije stations Mierendorffplatz en Wilmersdorfer Straße (eveneens lijn U7) te vinden is.